# اورونا
اورونا (Orona) یک جزیره در کیریباتی است که در اقیانوس آرام واقع شده است.

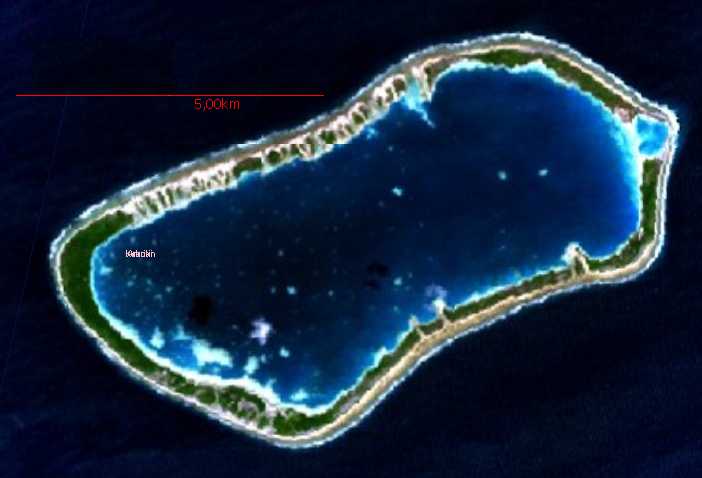
تصویر از ماهواره ناسا

## نگارخانه

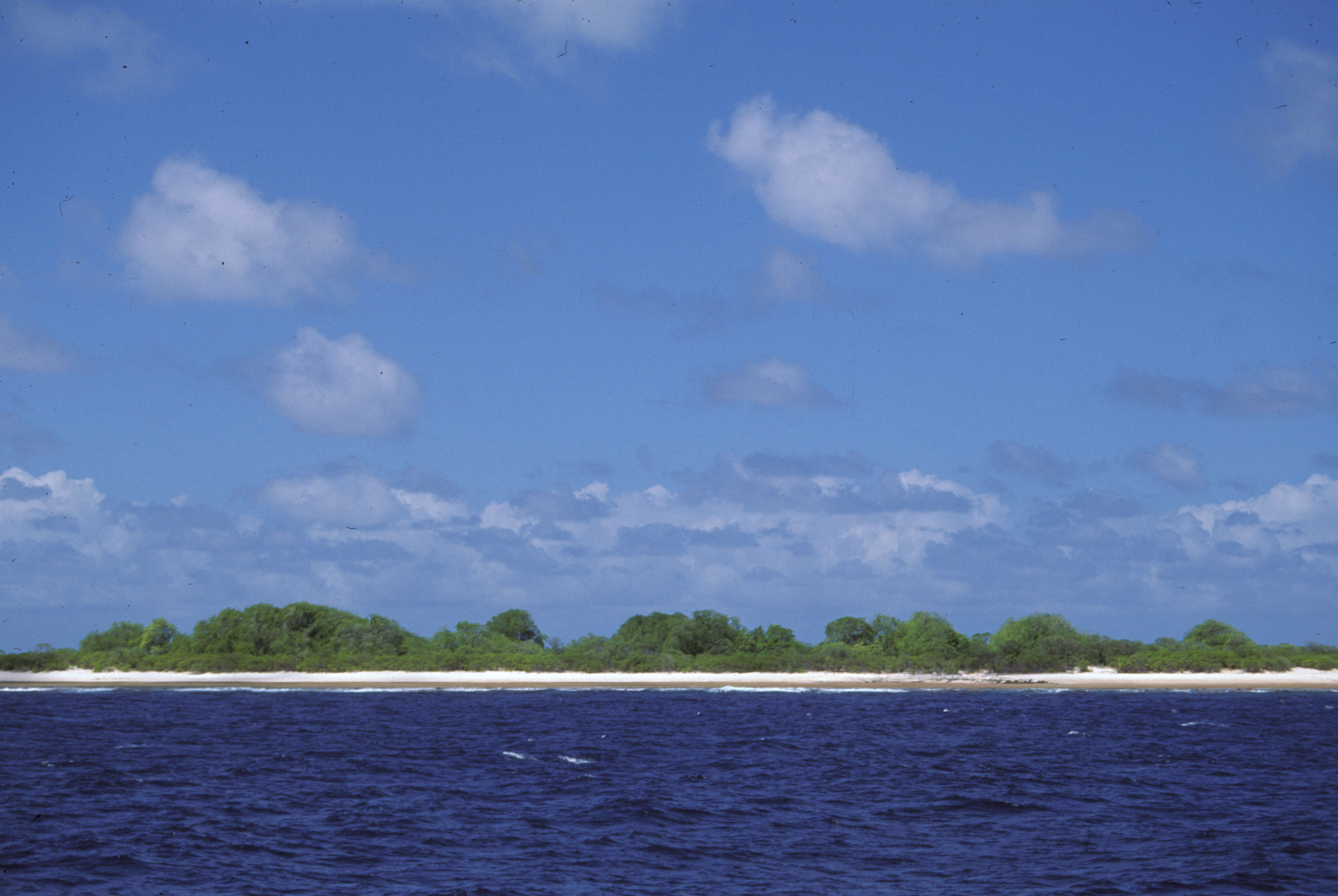
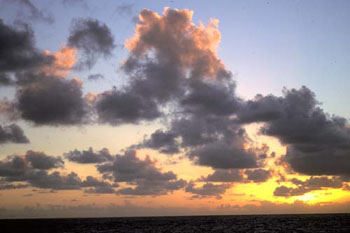
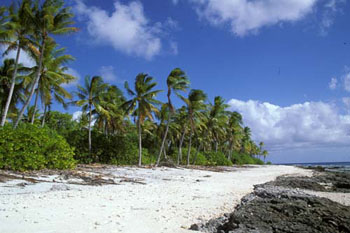
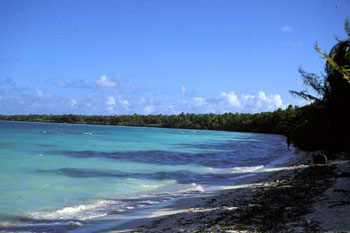
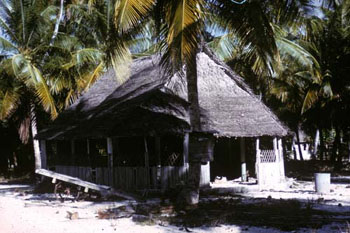